# Селео Аріас
Карлос Селео Аріас Лопес (1835–1890) — тимчасовий президент Гондурасу у 1872—1874 роках. Його президентство припало на період вторгнення на територію Гондурасу спільних сил Гватемали та Сальвадору. Незважаючи на силову підтримку, Аріас був змушений відмовитись від влади під тиском опозиційних сил.